# چارلون کلوف
چارلون کلوف (انگلیسی: Charlon Kloof؛ زادهٔ ۲۰ مارس ۱۹۹۰) بازیکن بسکتبال اهل سورینام است.